# Vestlandshallen
Vestlandshallen – norweska hala widowiskowo-sportowa w Bergen. Została otwarta w 2000. Może pomieścić 4800 widzów. W hali znajduje się boisko do piłki nożnej ze sztuczną nawierzchnią o wymiarach 105 x 68 m.